# Karl M. Swoboda
Karl Maria Swoboda (* 21. Januar 1889 in Prag; † 11. Juli 1977 in Rekawinkel) war ein österreichischer Kunsthistoriker und von 1934 bis 1945 Universitätsprofessor an der deutschen Karls-Universität Prag und von 1946 bis 1962 an der Universität Wien.

## Biographie
Karl Maria Swoboda wurde am 21. Januar 1889 als ältester Sohn des österreichischen Staatsbeamten Karl Swoboda und dessen Ehefrau Berta in Prag geboren. Väterlicherseits war die Familie tschechischer Herkunft. Sein Urgroßvater war der Prager Gymnasialprofessor Frantisek Svoboda, sein Großvater der Leitmeritzer Arzt Vaclav Svoboda. Während beide als tschechische Patrioten galten, stand der Vater Karl im Ruf, deutschnational zu sein.
Swoboda absolvierte das deutsche Staatsgymnasium auf der Prager Kleinseite. Der Vater wurde 1909 nach Graz versetzt, wo Karl Maria die noch minderjährig in Prag begonnenen Studien fortsetzte. Dort lernte er mit Josef Strzygowski eine der führenden Persönlichkeiten der Wiener Kunsthistorischen Schule kennen, der bald darauf nach Wien ging und den ersten Kunsthistorischen Lehrstuhl besetzte. Danach studierte auch Swoboda in Wien am II. Kunsthistorischen Institut bei Julius von Schlosser und insbesondere bei Max Dvořák, bei dem er 1913 mit einer Dissertation über das Florentiner Baptisterium promoviert wurde. Noch im selben Jahr legte er die Staatsprüfung am Institut für Österreichische Geschichtsforschung ab.
In diesem Jahr heiratete er auch die aus Südböhmen stammende Kamilla Rabl, die in Wien ein Hutmacheratelier betrieb. 1916 wurde der Sohn Michael geboren.
Swoboda hatte Freundschaft mit Oskar Kokoschka geschlossen, der um 1912 ein Kreideporträt von ihm schuf. Darüber hinaus zeichnete Kokoschka über zwanzig Porträts von Kamilla, als Zuhörerin beim Klavierspiel ihres Mannes anlässlich von Hauskonzerten. Eine Reihe dieser Porträts erschien 1921 unter dem Titel „Variationen über ein Thema“, zu der Max Dvořák ein für die Kunstgeschichte richtungsweisendes Vorwort verfasste.
Im Februar 1914 wurde er Assistent bei Dvořák und arbeitete in dieser Position bis zu dessen frühem Tod 1921. 1916 habilitierte er sich unter Julius von Schlosser mit dem Thema „Römische und romanische Paläste“, einer Schrift, die als sein Hauptwerk gilt. 1930 wurde ihm der Titel eines außerordentlichen Professors verliehen.
1934 wurde er nach Prag berufen. Ausschlaggebend dafür war sicherlich, dass er tschechische Vorfahren hatte und gleich gut Deutsch und Tschechisch sprach. Am Beginn des Wintersemesters hielt er seine Antrittsvorlesung mit dem Titel „Neue Aufgaben der Kunstgeschichte“, die seine wichtigste methodologische Schrift ist.
Swobodas Lebenssituation in Prag änderte sich im Jahr seiner Berufung. 1934 wurde seine Ehe geschieden, Kamilla Swoboda blieb zunächst in Wien und übersiedelte im Sommer 1938 nach Prag, sie blieben in Kontakt. Swoboda heiratete 1940 die Österreicherin Hermine Hein, die sich vergeblich bemühte, Kamilla zur Emigration zu überreden, nachdem ihr Sohn Michael schon im Ausland in Sicherheit war. Im Mai 1942 wurde Kamilla nach Theresienstadt deportiert und wenig später mit einem Todestransport nach Lublin überstellt; es fehlt jede weitere Spur von ihr.
Im Mai 1945, wenige Tage vor der deutschen Kapitulation, endete Swobodas Lehrtätigkeit in Prag. Kurz davor schickte er seine Mitarbeiter auf Dienstreise nach Hause, er selbst blieb und wurde verhaftet. Auf Initiative seiner Frau holten ihn seine tschechischen Kollegen aus dem Gefängnis. Sie bescheinigten, dass er während seines Prager Ordinariats als Gegner des Nationalsozialismus galt, aus seiner Gesinnung kein Hehl gemacht und sich durch seine persönlichen Beziehungen für die Begnadigung von zum Tode verurteilten Personen tschechischer Nationalität eingesetzt habe. Bis zum Frühling 1946 blieb Swoboda mit seiner Frau in Prag. Ende Juni 1946 wurde er zum ordentlichen Professor an der Wiener Universität ernannt. Er war Nachfolger von Hans Sedlmayr, der 1945 in den vorzeitigen Ruhestand versetzt worden war.
Swoboda verstarb im Juli 1977 in Rekawinkel bei Wien. Er wurde am Neustifter Friedhof bestattet.

## Frühwerk
Aus den in seiner Dissertation über das Florentiner Baptisterium aufgeworfenen Problemen ergab sich die Beschäftigung mit dem spätantiken Palastbau, die ausschlaggebend für sein Hauptwerk Römische und romanische Paläste war. Dieses ist eine Entwicklungsgeschichte des römischen Villenbaus, die seine Bedeutung und Kontinuität bis ins Mittelalter aufzeigt.
Der Einfluss der Wiener Schule ist dabei deutlich spürbar. Nach der exakten Erfassung des einzelnen Kunstwerks wird es in größere historische Zusammenhänge eingeordnet, wobei Religion, Gesellschaft, Wirtschaft berücksichtigt sind.
In seiner Dissertation von 1918 (die erste Bearbeitung des Florentiner Baptisteriums) wird die vergleichende Stilistische Methode – in Anlehnung an Giovanni Morelli, der Einfluss auf die Wiener Kunsthistorische Schule übte – eingesetzt, wo die historischen Nachrichten nicht ausreichen. Swoboda gilt als einer der ersten, der diese Methode konsequent auf die Werke der Architektur angewendet hat.

## Tätigkeit im Nationalsozialismus und Schriften aus dieser Zeit
Die neuere Forschung zu Swoboda konzentriert sich auf seine Tätigkeit während des Nationalsozialismus und seines Prager Ordinariats. Die Frage nach Swobodas politischer und ideologischer Einstellung stellt sich dabei.
Von den grundsätzlichen Zielsetzungen des Nationalsozialismus distanzierte er sich, machte dennoch Zugeständnisse, was seinen Freund Oskar Kokoschka veranlasste, ihn in Briefen von 1934 in eine Reihe mit anderen „kunsthistorischen Gleichschaltern“ und „Kompromisslern“ zu stellen.
Auch wird Swoboda in einer Studie über die „Volksdeutschen Forschungsgemeinschaften“ zu den Kunsthistorikern gezählt, welche die „ästhetische Inszenierung der Macht“ durch Ausstellungen und ihre Veröffentlichungen im Nationalsozialismus förderten. Er war in der „Südostdeutschen Forschungsgemeinschaft“ (Wien) Mitglied des Ausschusses, der den Vorstand beriet. Der NSDAP trat er nicht bei.
Eine Vorstellung von seinem politischen Denken – noch vor dem Zweiten Weltkrieg – verschafft der unveröffentlichte Essay Die gegenwärtige Lage des Menschen, datiert auf 1932.
Auf der einen Seite wird dieser Essay von der Forschung schlicht und undetailliert als scharfsichtige Analyse von Charakteristiken des Nationalsozialismus (wie zum Beispiel: „Aufheben der persönlichen Freiheiten, um die Massen besser im Schach halten zu können“, „das beherrschende Hervortreten von Männerbünden mit kriegerischen Zügen“) bezeichnet, an dessen Ausgangspunkt er „ein Versagen der unsere Kultur tragenden Ideen“ stellt.
Andererseits gab dieser Essay auch Anlass, Swoboda als nihilistischen rechten Intellektuellen zu charakterisieren, der die unaufhaltsame Selbstzerstörung des europäischen Kultursystems kommen sieht und danach ein neues Mittelalter mit einem „radikaleren Menschentum“ erwartet, in dem neue „Glaubensgemeinschaften“ die „metaphysische Heimatlosigkeit“ der Massen befriedigen werden. Er distanziert sich zwar von den „unchristlichen Mitteln“ des NS-Rassismus und erhofft den „Konsens aller Betroffenen“, gleichzeitig phantasiert er jedoch von eugenischer Geniezüchtung, „Rassenreinheit“ für die Massen und „Rassenmischung“ zur Produktion von Eliten. Dazu kommt die Überzeugung, dass ein „historischer Rhythmus von Mittelaltern und Neuzeiten“ immer wieder „frische Basis für neue Geniezüchtung“ erzeugen werde.
In den Veröffentlichungen der Jahre 1938 bis 1945 ging Swoboda von nationalspezifischen Formkonstanten aus, die Kunstlandschaften prägen und Epochen übergreifen. Dies hat ihm von tschechischer Seite, wohl berechtigterweise, den Vorwurf einer nationalistisch orientierten Interpretationsmethode eingebracht.
Sedlmayr hatte im Gegensatz zu Swoboda nur selten im Sinne der „Kulturboden“-Ideologie an der kunsthistorischen Legitimation deutscher Germanisierungspolitik mitgewirkt. Schriften Swobodas wie Zum deutschen Anteil der Kunst der Sudetenländer jedoch stehen im Zusammenhang mit der „volkstumspolitischen“ Strategie der „Volksdeutschen Forschungsgemeinschaften“.
Auch im unveröffentlichten Aufsatz Alteuropa – Europa von 1944/45 führt er noch die geschichtlichen „Triebkräfte und Lebensformen“ auf die vorgeschichtlichen Konstanten Rasse, Körper- und Charaktertypik und Geschlechterpolarität zurück. Außerdem erklärt er darin die Geschichtsdynamik der Hochkulturen durch die Kreuzung zwischen Stadtbewohnern und der „noch unvermischten und unverbrauchten Bevölkerung“, aus der „nicht nur die vergängliche Spreu von Unterwertigen, sondern auch die geniale Persönlichkeit“ entstehe.
In seinen veröffentlichten Schriften äußerte sich Swoboda zurückhaltender und vertrat eine positivistische Grundhaltung. Es ist aufschlussreich, chronologisch die Themen und Inhalte seiner veröffentlichten Aufsätze aus dieser Zeit zu verfolgen. Ein vollständiges Verzeichnis seiner Veröffentlichungen bis 1967 erschien in von seinen Schülern mit seiner Mithilfe herausgegebenen Aufsatzsammlung Kunst und Geschichte.
In der im Sammelband Neue Aufgaben der Kunstgeschichte erschienenen gleichnamigen Prager Antrittsvorlesung von 1934 vertrat Swoboda die These, dass man sich über die stilistischen Ordnungen und das Datieren von Kunstwerken hinaus mit der örtlichen, geographischen Dimension befassen und die Frage stellen müsse, welcher der „sich gleich bleibende Charakter der Kunst eines Volkes, einer Landschaft, einer Stadt“ sei. In diesem Aufsatz fordert Swoboda die Erarbeitung neuer Verfahren und neuer Theorie der Kunstbetrachtung angesichts der sich verändernden Ziele und Aufgaben der Wissenschaft. Hauptaugenmerk soll dabei auf das systematische Erforschen der kunsthistorischen Konstanten gelegt werden. Unter diesen Konstanten ist der gleich bleibende Charakter der Kunst einer Region trotz zeitlichem Wandel zu verstehen.
In seinem späteren Aufsatz Kunst und Nation wird diese Konstantenforschung an Begriffe wie Rasse und Volkstum gebunden und ist von den Schriften des Kunsthistorikers Wilhelm Pinder und des Psychiaters Ernst Kretschmer geprägt. Kretschmer versuchte „Künstlerische Grundeinstellungen und kunstgeschichtliche Erscheinungen auf die verschiedenen, in Europa vorhandenen Menschenrassen zurückzuführen, soweit sie sich mit seinen ‚Temperaments- und Körperformentypen’ in Einklang bringen lassen“.
Kunst und Nation erschien 1936 in der Zeitschrift Nation und Staat. Deutsche Zeitschrift für das europäische Minoritätenproblem. Der Aufsatz beginnt mit der Feststellung, dass die Kunstwissenschaft neben den entwicklungsgeschichtlichen Zusammenhängen und Stilkritik noch keine Verfahren erarbeitet hat, um auch örtliche Unterschiede der Kunstwerke zu erfassen. Der Prozess der Kunstgeschichte ist daran schuld, dass sich diese zuvor noch nicht mit den Fragen nach den nationalen, landschaftlichen Charakteren, mit der Aufgabe einer echten Kunstgeographie beschäftigt hat. Weiter im Text stellt er die Forderung an die Kunstwissenschaft, sich die Frage zu stellen, ob es nicht weniger die Nation, sondern die Rasse ist, welche die künstlerischen Konstanten hervorbringt, und bezieht sich auf Kretschmer.
Neben der Rasse lassen sich künstlerische Konstanten auch auf das Volkstum (gemeinsame Sprache, gemeinsame Gebräuche) und Staatsvölker (politisch geeinigte Gruppen) beziehen. Diese drei Komponenten durchdringen einander, wobei politische Machtverschiebung die großen Stile am entscheidendsten beeinflusst, Rasse die künstlerischen Konstanten. Auch könne die Untersuchung der Konstanten nicht Selbstzweck sein, sondern nur die „Grundlage zu einem den tatsächlichen Gegebenheiten entsprechenderen Bau der eigentlichen Kunstgeschichte“.
In der chronologischen Reihe seiner Werke folgen darauf die Beiträge zur Kunst des Sudetenraumes. 1937 erschien erstmals Zum deutschen Anteil an der Kunst der Sudetenländer.
Die Aufsätze, die in Swobodas Prager Zeit während des Nationalsozialismus entstanden, behandeln vorwiegend die böhmische und mährische Kunst in der Gotik und des Barock. Jedoch erfährt diese Kunst keine selbständige Betrachtung, sondern wird in Abhängigkeit zur deutschen Kunst gestellt. Die Titel dieser Arbeiten erscheinen programmatisch: Die deutsche bildende Kunst als gestaltende Kraft im böhmisch-mährischen Raum 1939, Schöpferische Kräfte zweier Völker 1939, Tausend Jahre deutscher Baukunst in Böhmen und Mähren 1939, Die Kunst des deutschen Hochbarock in Böhmen und Mähren 1941, Deutsche Kunstleistungen in Böhmen und Mähren 1943 (Feldpostbriefe für Studierende der Geisteswissenschaften), Mährens Anteil an der deutschen Kunst 1941. Darüber hinaus publizierte er noch Studien zu Peter Parler 1940.
Im Jahr 1944 entstand Deutsche Kunst in der Slowakei. Darauf folgte eine zweijährige Veröffentlichungspause – 1945 und 1946 publizierte Swoboda nichts. In dieser Zeit entstand einzig der unveröffentlichte Aufsatz Europa – Alteuropa, der sich im Archiv des Instituts für Kunstgeschichte in Wien befindet.

## Nach 1945
Das erste nach 1944 herausgegebene Werk ist der kurze Aufsatz Rubens und Europa von 1947. Er ist eine Anprangerung des nördlichen Europa mit der Vorliebe für die Naturwissenschaften, den technischen Erfindungen, der Skepsis in religiösen Dingen, dem Glauben an materielle Macht und an einen zweckmäßig eingerichteten Gang der Welt, in welchem der Mensch sinnvoll eingebunden ist.
Swoboda sieht nun diese klassizistische Welt und den Barock als im Gegensatz zueinander stehend. Den Barock sieht er in Rubens verkörpert, wie in keinem zweiten Maler dieser Zeit. Die Entstehungszeit des Textes – nach dem Zweiten Weltkrieg – ist deutlich spürbar. In den Jahren darauf arbeitet er den Gedanken dieser einander ablösenden Weltanschauungen weiter aus, verfolgt sie bis in ihre Ursprünge am Anfang der Menschheit zurück. Seinen schriftlichen Niederschlag findet dieser Ansatz in den Aufsätzen Gotik und Vorzeit von 1949 und Kunst und Religion von 1950. Der Inhalt dieser beiden Aufsätze ist beinahe identisch, der spätere baut auf den früheren auf, ist nur umfassender.
Für die Kulturen und Stile der Vorzeit zieht er die von der Völkerkunde durch Fritz Grabner eingeführte „Kulturkreislehre“ und sein Buch Das Weltbild der Primitiven von 1924 heran. Aus den von der Völkerkunde empirisch aufgefundenen und beschriebenen religiösen Grundeinstellungen greift er drei heraus und ordnet ihnen Charakteristiken zu, untersucht ihre Wechselbeziehung mit künstlerischem Gestalten und verfolgt ihre Ausprägungen und Weiterentwicklung im Lauf der Geschichte. Es wird zwischen Urkulturen mit magischem Verhalten, animistischen und totemistischen Kulturen unterschieden. Zudem bezieht er sich auf Josef Strzygowskis Die europäische Kunst von 1924.
Auch seine Wiener Vorlesungen nach 1946 waren von ethnologischen Schematismen geprägt, ohne dass über die politischen Folgen solcher Konzepte reflektiert wird, und es wird noch immer an der Überzeugung festgehalten, dass die geschichtlichen Formen primär auf prähistorische Konstanten zurückzuführen seien.

## Veröffentlichungen (Auswahl)
- Kunst und Geschichte. Vorträge und Ansätze. Böhlau, Wien 1969.